# 道の駅喜入
道の駅喜入（みちのえき きいれ）は鹿児島県鹿児島市喜入町にある国道226号の道の駅である。
道の駅として登録される以前に温泉保養施設として計画され、温泉および温水プール施設として地域住民に利用されている。

## 施設
- 駐車場
  - 普通車：190台
  - 大型車：10台
  - 身障者用：4台
- トイレ
  - 男：大 10器（2器）、小 20器（3器）
  - 女：20器（4器）
  - 身障者用：3器（1器）

※（）内は、24時間利用可能
- 公衆電話
- 室内温水プール（13:00 - 20:00（平日）、10:00 - 20:00（土日祝））
- 日帰温泉施設「八幡温泉保養館」
- 食堂「麺どころさつま」（2019年・令和元年7月31日いっぱいで閉店済み）
- 喫茶店
- 物産館「つわぶきの里」

## 休館日
- 第2・4月曜日（祝日の場合、翌日）
- 年末年始

## アクセス
- 国道226号 - 登録路線

## 周辺
- 鹿児島市役所喜入支所
- JR指宿枕崎線 喜入駅
- 喜入総合運動場
- 喜入公民館
- 新日本石油原油基地
- 錦江湾
- 八幡川
- 喜入の森